# Gure kasa (programa de televisió)
Gure kasa (en llengua basca, Pel nostre compte) és una emissió de televisió en basc de ETB1, dirigida especialment als joves.
Els presentadors són els germans Julen Telleria i Antton Telleria (que van presentar al costat d'Ainhoa Etxebarria durant els primers 3 mesos del programa). L'actriu i còmica Aitziber Garmendia dona el toc d'humor com a tercera presentadora. Aitziber interpreta diversos personatges i va canviant: va començar amb Zuriñe, però també Gorane, La Jaio o Virginia.

## Temporades
| Temporada | Temporada | Emissions | Estrena    | Final      | Audiències  | Audiències |
| Temporada | Temporada | Emissions | Estrena    | Final      | Espectadors | Quota      |
| --------- | --------- | --------- | ---------- | ---------- | ----------- | ---------- |
|           | 1         | 158 + 1   | 02/10/2017 | 2/07/2018  | ----        | 1,6 %      |
|           | 2         | 159       | 10/09/2018 | 02/07/2019 | ----        | 1,4 %      |
|           | 3         | 51        | 02/09/2019 | En emissió | ----        | 1,6 %      |
| Total     | Total     | 317 + 1   | 02/10/2017 | En emissió | -----       | 1,5 %      |